# Direction nationale de la sécurité
 (novembre 2019).
Si vous disposez d'ouvrages ou d'articles de référence ou si vous connaissez des sites web de qualité traitant du thème abordé ici, merci de compléter l'article en donnant les références utiles à sa vérifiabilité et en les liant à la section « Notes et références ».
La Direction nationale de la sécurité (NDS, dari : ریاست امنیت ملی) est un service de renseignement de l'Afghanistan.
Son chef depuis septembre 2019 est Ahmad Zia Saraj. La NDS soutient le gouvernement avec sa lutte contre les talibans et Al-Qaïda. Son siège est à Kaboul. Il est financé par l'Allemagne, le Royaume-Uni et les États-Unis.
Son chef premier après la fin du régime des talibans était Mohammad Arif Sarwari, un général de l'Alliance du Nord. 
Selon Amnesty International, le service a commis des violations des droits de l'homme contre des prisonniers. Il est qualifié comme mélange du FBI et de la CIA. Human Rights Watch a critiqué un ordre de service publié en 2006 comme limitant de la liberté de la presse. 